# Ballmoos
Ballmoos es una localidad y antigua comuna suiza del cantón de Berna, situada en el distrito administrativo de Berna-Mittelland, comuna de Jegenstorf. Limitaba al norte con la comuna de Zuzwil, al este con Jegenstorf, al sur con Wiggiswil, y al oeste con Deisswil bei Münchenbuchsee. 
El 1 de enero de 2010 pasó a ser una localidad de la comuna de Jegenstorf, tras su fusión con dicha comuna. Hasta el 31 de diciembre de 2009 situada en el distrito de Fraubrunnen.